# Teorb

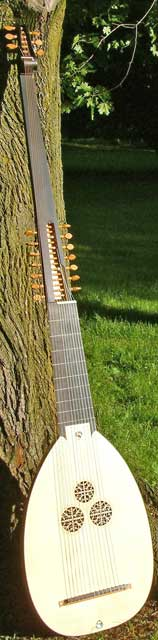
Teorb

Teorb (av italienska tiorba) är en luta med lång hals. Den är försedd med 6-8 extra diatoniskt stämda bassträngar, anbringade vid sidan av greppbrädan och stämda via en extra skruvlåda. Melodisträngarna brukade vara 26 till antalet, varav 12 stämda i kör och de översta två enkla.
Teorben användes som generalbasinstrument under 16- och 1700-talet. En större variant av teorben kallades chitarrone.